# Bronisław Witkowski
Bronisław Witkowski (ur. 27 sierpnia 1899 we Lwowie, zm. 15 października 1971 w Krynicy) – polski saneczkarz, medalista mistrzostw Europy, mistrz Polski, oficer straży pożarnej, następnie trener i działacz sportowy.

## Kariera sportowa
Od 1929 mieszkał w Krynicy. Był zawodnikiem KTH Krynica. Jego największym sukcesem na arenie międzynarodowej był brązowy medal mistrzostw Europy w 1935 w jedynce (drugie miejsce zajął również reprezentujący Polskę Maks Enker). Startował także na mistrzostwach Europy w 1938 (34 m. w jedynkach). Sześciokrotnie zdobywał mistrzostwo Polski (1930 i 1931 w jedynkach, 1932, 1934 i 1935 w dwójkach – we wszystkich startach ze Stanisławem Rączkiewiczem, 1932 w dwójkach mieszanych – ze swoją żoną, Heleną Witkowską).
Był oficerem straży pożarnej, w latach 1937–1939 komendantem Portowej Straży Pożarnej w Gdyni. Po wybuchu II wojny światowej walczył w obronie Gdyni, dostał się do niewoli niemieckiej, z której uciekł, przedostał się przez Węgry do Francji, tam kolejny raz dostał się do niewoli, znów uciekł i przez Hiszpanię przedostał się do Wielkiej Brytanii. Następnie przebywał w Iraku, w 1947 powrócił do Polski.
W latach 1948–1949 był ponownie komendantem Portowej Straży Pożarnej w Gdyni, a od 1950 komendantem Portowej Straży Pożarnej Zespołu Portów Gdańsk-Gdynia. W drugiej połowie lat 50. powrócił do Krynicy, był trenerem sekcji saneczkarskiej KTH Krynica, jego zawodniczką była m.in. Maria Semczyszak, prowadził także reprezentację narodową.